# پارک ملی شمالگان روسیه
پارک ملی شمالگان روسیه (روسی: Национальный парк "Русская Арктика") یکی از پارک‌های ملی روسیه است که در ژوئن ۲۰۰۹ بنیادگذاری شد. این پارک ملی در سال ۲۰۱۶ گسترش یافت و بخش‌های بزرگی از مناطق دوردست اقیانوس شمالگان، بخش شمالی نوایا زملیا (جزیره سورنی) و سرزمین فرانتس یوزف را در بر می‌گیرد.

## جغرافیا
پس از گسترش پارک در سال ۲۰۱۶، حدود ۷۴٬۰۰۰ کیلومتر مربع به مساحت آن افزوده شد که ۱۶٬۰۰۰ کیلومتر مربع آن در خشکی و ۵۸٬۰۰۰ کیلومتر مربع در دریا قرار دارد. در سال ۲۰۰۹ مساحت پارک ۱۴٬۲۶۰ کیلومتر مربع بود که شامل ۶٬۳۲۰ کیلومتر مربع خشکی و ۷٬۹۴۰ کیلومتر مربع از آب‌های اقیانوس شمالگان می‌شد.
پارک ملی شمالگان روسیه، زیستگاه خرس قطبی و نهنگ قطبی و یکی از بزرگ‌ترین زیستگاه‌های پرندگان در نیم‌کره شمالی و همچنین گراز دریایی و فک است. این پارک ملی به عنوان یکی از بهترین مناطق حفاظت‌شده پستانداران دریایی در طبیعت شناخته می‌شود. وجود نهنگ قطبی و نهنگ خاکستری در محدوده این پارک، باعث ارزش بوم‌شناختی بسیار زیاد آن شده‌است.